# Liste der denkmalgeschützten Objekte in Hlohovec
Die Liste der denkmalgeschützten Objekte in Hlohovec enthält die 42 nach slowakischen Denkmalschutzvorschriften geschützten Objekte in der Gemeinde Hlohovec im Okres Hlohovec.

## Denkmäler
| Foto |                 | Denkmal / č. ÚZPF                             | Standort / Konskr. Nr.                                              | Offizielle Beschreibung                                 | Beschreibung                                             | Metadaten                                                               |
| ---- | --------------- | --------------------------------------------- | ------------------------------------------------------------------- | ------------------------------------------------------- | -------------------------------------------------------- | ----------------------------------------------------------------------- |
| ja   | Datei hochladen | Sockel(sk) ObjektID: 203-850/1                | Standort KG: Hlohovec Konskr.Nr.:                                   | štvorboký;                                              | Tetraeder                                                | č. NKP: 203-850/1 Stand des NKP: 2012-02-08 Name: PODSTAVEC             |
| ja   | Datei hochladen | Statue(sk) ObjektID: 203-850/2                | Standort KG: Hlohovec Konskr.Nr.:                                   | sv.Ján Nepomucký;socha sv.Jána Nepomuckého              | St. Johannes Nepomuk                                     | č. NKP: 203-850/2 Stand des NKP: 2012-02-08 Name: SOCHA                 |
| ja   | Datei hochladen | Franziskaner Konvent(sk) ObjektID: 203-842/1  | Františkánske nám.17 Standort KG: Hlohovec Konskr.Nr.: 17,213       | františkánsky kláštor,múzeum                            | Franziskanerkloster, Museum                              | č. NKP: 203-842/1 Stand des NKP: 2012-02-08 Name: KONVENT FRANTIŠKÁNOV  |
| ja   | Datei hochladen | Kirche(sk) ObjektID: 203-842/2                | Františkánske nám.15 Standort KG: Hlohovec Konskr.Nr.: 212          | r.k.Všetkých svätých;františkánsky kostol               | römisch-katholische Kirche Allerheiligen                 | č. NKP: 203-842/2 Stand des NKP: 2012-02-08 Name: KOSTOL                |
| BW   | Datei hochladen | Jüdischer Friedhof(sk) ObjektID: 203-10560/0  | Nitrianska ul.9 Standort KG: Hlohovec Konskr.Nr.:                   | Židovský cintorín                                       |                                                          | č. NKP: 203-10560/0 Stand des NKP: 2012-02-08 Name: CINTORÍN ŽIDOVSKÝ   |
| BW   | Datei hochladen | Bürgerhaus(sk) ObjektID: 203-839/0            | Podzámska ul.14 Standort KG: Hlohovec Konskr.Nr.: 42,68             | prejazdový,radový;renesančná kúria                      | Reihenhaus, Renaissance Herrenhaus                       | č. NKP: 203-839/0 Stand des NKP: 2012-02-08 Name: DOM MEŠTIANSKY        |
| ja   | Datei hochladen | Schule(sk) ObjektID: 203-11683/1              | Pribinova ul.35 Standort KG: Hlohovec Konskr.Nr.: 387               | chodbová,nárožná;Kamenná škola,škola sv.Jozefa          | Eckhaus, St. Joseph-Schule                               | č. NKP: 203-11683/1 Stand des NKP: 2012-02-08 Name: ŠKOLA               |
| ja   | Datei hochladen | Umzäunung und Tor(sk) ObjektID: 203-11683/2   | Pribinova ul.35 Standort KG: Hlohovec Konskr.Nr.: 387               | kameň,kov;                                              | Stein, Metall                                            | č. NKP: 203-11683/2 Stand des NKP: 2012-02-08 Name: OPLOTENIE S BRÁNAMI |
| BW   | Datei hochladen | Landsitz(sk) ObjektID: 203-11359/1            | SNP ul.14 Standort KG: Hlohovec Konskr.Nr.:                         | prejazdová,nárožná;Sziladiovská kúria,Sokolovňa         | Eckhaus, Passage, Villa Szilady                          | č. NKP: 203-11359/1 Stand des NKP: 2012-02-08 Name: KÚRIA               |
| BW   | Datei hochladen | Keller(sk) ObjektID: 203-11359/2              | SNP ul.14 Standort KG: Hlohovec Konskr.Nr.: 2576                    | kameň;kamenná pivnica                                   | Steinkeller                                              | č. NKP: 203-11359/2 Stand des NKP: 2012-02-08 Name: PIVNICA             |
| BW   | Datei hochladen | Krankenhaus(sk) ObjektID: 203-844/1           | Sv.Cyrila a Metoda nám.6 Standort KG: Hlohovec Konskr.Nr.: 214,3489 | špitálik                                                |                                                          | č. NKP: 203-844/1 Stand des NKP: 2012-02-08 Name: ŠPITÁL                |
| BW   | Datei hochladen | Kirche(sk) ObjektID: 203-844/2                | Sv.Cyrila a Metoda nám.6 Standort KG: Hlohovec Konskr.Nr.: 214      | r.k.sv.Ducha;kostolík sv.Ducha                          | römisch-katholische Heiliger Geist Kirche                | č. NKP: 203-844/2 Stand des NKP: 2012-02-08 Name: KOSTOL                |
| BW   | Datei hochladen | Statue auf Sockel(sk) ObjektID: 203-847/1     | Sv.Michala nám. Standort KG: Hlohovec Konskr.Nr.:                   | stĺp valcový+trojboký podstavec;                        | runde Säule auf dreieckiger Basis                        | č. NKP: 203-847/1 Stand des NKP: 2012-02-08 Name: STĹP S PODSTAVCOM     |
| BW   | Datei hochladen | Statue I(sk) ObjektID: 203-847/2              | Sv.Michala nám. Standort KG: Hlohovec Konskr.Nr.:                   | Panna Mária s dieťaťom;Madona                           | Maria mit Kind                                           | č. NKP: 203-847/2 Stand des NKP: 2012-02-08 Name: SOCHA I.              |
|      | Datei hochladen | Statue II(sk) ObjektID: 203-847/3             | Sv.Michala nám. KG: Hlohovec Konskr.Nr.:                            | sv.Sebastián;Socha sv.Sebastiána                        | St. Sebastian                                            | č. NKP: 203-847/3 Stand des NKP: 2012-02-08 Name: SOCHA II.             |
|      | Datei hochladen | Statue III(sk) ObjektID: 203-847/4            | Sv.Michala nám. KG: Hlohovec Konskr.Nr.:                            | sv.Rochus;Socha sv.Rochusa                              | Statue des hl. Rochus                                    | č. NKP: 203-847/4 Stand des NKP: 2012-02-08 Name: SOCHA III.            |
|      | Datei hochladen | Statue IV.(sk) ObjektID: 203-847/5            | Sv.Michala nám. KG: Hlohovec Konskr.Nr.:                            | sv.Jozef;Socha sv.Jozefa                                | Statue des hl. Josef                                     | č. NKP: 203-847/5 Stand des NKP: 2012-02-08 Name: SOCHA IV.             |
|      | Datei hochladen | Figurenrelief 1(sk) ObjektID: 203-847/6       | Sv.Michala nám. KG: Hlohovec Konskr.Nr.:                            | Boží hrob;reliéf Božieho hrobu                          | Relief auf Gemeinschaftsgrab                             | č. NKP: 203-847/6 Stand des NKP: 2012-02-08 Name: RELIÉF FIGURÁLNY I.   |
|      | Datei hochladen | Figurenrelief 2(sk) ObjektID: 203-847/7       | Sv.Michala nám. KG: Hlohovec Konskr.Nr.:                            | sv.Rozália;reliéf sv.Rozálie                            | mit der hl. Rosalia                                      | č. NKP: 203-847/7 Stand des NKP: 2012-02-08 Name: RELIÉF FIGURÁLNY II.  |
|      | Datei hochladen | Figurenrelief 3(sk) ObjektID: 203-847/8       | Sv.Michala nám. KG: Hlohovec Konskr.Nr.:                            | sv.Ján Nepomucký;reliéf sv.Jána Nepomuckého             | des hl. Nepomuk                                          | č. NKP: 203-847/8 Stand des NKP: 2012-02-08 Name: RELIÉF FIGURÁLNY III. |
|      | Datei hochladen | Sockel(sk) ObjektID: 203-848/1                | Sv.Michala nám. KG: Hlohovec Konskr.Nr.:                            | štvorboký;                                              | tetraedrisch                                             | č. NKP: 203-848/1 Stand des NKP: 2012-02-08 Name: PODSTAVEC             |
|      | Datei hochladen | Figurengruppe(sk) ObjektID: 203-848/2         | Sv.Michala nám. KG: Hlohovec Konskr.Nr.:                            | Panna Mária,Kristus-Pieta;socha Panny Márie Šaštínskej  | Pieta                                                    | č. NKP: 203-848/2 Stand des NKP: 2012-02-08 Name: SÚSOŠIE               |
|      | Datei hochladen | Statue auf Sockel(sk) ObjektID: 203-849/1     | Sv.Michala nám. KG: Hlohovec Konskr.Nr.:                            | valcový;                                                | zylindrisch                                              | č. NKP: 203-849/1 Stand des NKP: 2012-02-08 Name: STĹP S PODSTAVCOM     |
|      | Datei hochladen | Statuengruppe(sk) ObjektID: 203-849/2         | Sv.Michala nám. KG: Hlohovec Konskr.Nr.:                            | sv.Trojica;súsošie sv.Trojice                           | hl. Dreifaltigkeit                                       | č. NKP: 203-849/2 Stand des NKP: 2012-02-08 Name: SÚSOŠIE               |
|      | Datei hochladen | Statue(sk) ObjektID: 203-851/0                | Sv.Michala nám. KG: Hlohovec Konskr.Nr.:                            | sv.Rochus;socha sv.Rocha                                | St. Rochus                                               | č. NKP: 203-851/0 Stand des NKP: 2012-02-08 Name: SOCHA                 |
|      | Datei hochladen | Säule(sk) ObjektID: 203-852/1                 | Sv.Michala nám. KG: Hlohovec Konskr.Nr.:                            | štvorboký;                                              | tetraedrisch                                             | č. NKP: 203-852/1 Stand des NKP: 2012-02-08 Name: PILIER                |
|      | Datei hochladen | Statue 1(sk) ObjektID: 203-852/2              | Sv.Michala nám. KG: Hlohovec Konskr.Nr.:                            | sv.Florián;socha sv.Floriána                            | hl. Florian                                              | č. NKP: 203-852/2 Stand des NKP: 2012-02-08 Name: SOCHA I.              |
|      | Datei hochladen | Statue 2(sk) ObjektID: 203-852/3              | Sv.Michala nám. KG: Hlohovec Konskr.Nr.:                            | sv.Rochus;socha sv.Rochusa                              | hl. Rochus                                               | č. NKP: 203-852/3 Stand des NKP: 2012-02-08 Name: SOCHA II.             |
|      | Datei hochladen | Statue 3(sk) ObjektID: 203-852/4              | Sv.Michala nám. KG: Hlohovec Konskr.Nr.:                            | sv.Sebastián;socha sv.Sebastiána                        | hl. Sebastian                                            | č. NKP: 203-852/4 Stand des NKP: 2012-02-08 Name: SOCHA III.            |
|      | Datei hochladen | Figurenrelief(sk) ObjektID: 203-852/5         | Sv.Michala nám. KG: Hlohovec Konskr.Nr.:                            | sv.Rozália;reliéf sv.Rozálie                            | hl. Rosalia                                              | č. NKP: 203-852/5 Stand des NKP: 2012-02-08 Name: RELIÉF FIGURÁLNY      |
|      | Datei hochladen | Sockel(sk) ObjektID: 203-853/1                | Sv.Michala nám. KG: Hlohovec Konskr.Nr.:                            | štvorboký;                                              | tetraedrisch                                             | č. NKP: 203-853/1 Stand des NKP: 2012-02-08 Name: PODSTAVEC             |
|      | Datei hochladen | Figurengruppe(sk) ObjektID: 203-853/2         | Sv.Michala nám. KG: Hlohovec Konskr.Nr.:                            | Panna Mária,Kristus-Pieta;                              | Pieta                                                    | č. NKP: 203-853/2 Stand des NKP: 2012-02-08 Name: SÚSOŠIE               |
| ja   | Datei hochladen | Stadtpalais(sk) ObjektID: 203-833/0           | Sv.Michala nám. 1 Standort KG: Hlohovec Konskr.Nr.: 1               | prejazdový,radový;Hotel Jeleň                           | Reihenhaus, Hotel Jelen                                  | č. NKP: 203-833/0 Stand des NKP: 2012-02-08 Name: PALÁC MESTSKÝ         |
| ja   | Datei hochladen | Kirche(sk) ObjektID: 203-841/1                | Sv.Michala nám. 1 Standort KG: Hlohovec Konskr.Nr.: 1,28            | r.k.sv.Michala;farský kostol sv.Michala                 | römisch-katholische Pfarrkirche St. Michael              | č. NKP: 203-841/1 Stand des NKP: 2012-02-08 Name: KOSTOL                |
| BW   | Datei hochladen | Kapelle(sk) ObjektID: 203-841/2               | Sv.Michala nám. 1 Standort KG: Hlohovec Konskr.Nr.: 29              | r.k.sv.Anny;pohrebná kaplnka Erdödyovcov?               | römisch-katholische Kapelle St. Anna, Grabkapelle Erdődy | č. NKP: 203-841/2 Stand des NKP: 2012-02-08 Name: KAPLNKA               |
| BW   | Datei hochladen | Bürgerhaus(sk) ObjektID: 203-11555/0          | Sv.Michala nám. 3 Standort KG: Hlohovec Konskr.Nr.: 3               | prejazdový,radový;radnica                               | Reihenhaus, Rathaus                                      | č. NKP: 203-11555/0 Stand des NKP: 2012-02-08 Name: DOM MEŠTIANSKY      |
| ja   | Datei hochladen | Schloss(sk) ObjektID: 203-838/1               | Zámok 1 Standort KG: Hlohovec Konskr.Nr.: 2267                      | solitér;Erdődyovský kaštieľ                             | Herrenhaus Erdődy                                        | č. NKP: 203-838/1 Stand des NKP: 2012-02-08 Name: KAŠTIEĽ               |
| BW   | Datei hochladen | Theater(sk) ObjektID: 203-838/2               | Zámok 7 Standort KG: Hlohovec Konskr.Nr.: 2273                      | Empírové divadlo                                        | Empiretheater                                            | č. NKP: 203-838/2 Stand des NKP: 2012-02-08 Name: DIVADLO               |
| BW   | Datei hochladen | Park(sk) ObjektID: 203-838/3                  | Zámok Standort KG: Hlohovec Konskr.Nr.:                             | anglický;anglický park                                  | englischer Park                                          | č. NKP: 203-838/3 Stand des NKP: 2012-02-08 Name: PARK                  |
| BW   | Datei hochladen | Hippodrom(sk) ObjektID: 203-838/4             | Zámok 6 Standort KG: Hlohovec Konskr.Nr.: 2272,2273                 | solitér;zámocká jazdiareň                               |                                                          | č. NKP: 203-838/4 Stand des NKP: 2012-02-08 Name: JAZDIAREŇ             |
|      | Datei hochladen | Pavillon(sk) ObjektID: 203-838/5              | Zámok KG: Hlohovec Konskr.Nr.: 2838                                 | solitér;záhradný altánok                                | Gartenlaube                                              | č. NKP: 203-838/5 Stand des NKP: 2012-02-08 Name: PAVILÓN               |
| ja   | Datei hochladen | Grab und Grabdenkmal(sk) ObjektID: 203-1036/0 | Standort KG: Šulekovo Konskr.Nr.:                                   | Šulek Viliam,Holuby Karol;1822-1849,1826-1849 národovci | für Wilhelm Sulek, Karol Holuby, Patrioten               | č. NKP: 203-1036/0 Stand des NKP: 2012-02-08 Name: HROB S POMNÍKOM      |

## Legende
Die Tabelle enthält im Einzelnen folgende Informationen:
| Foto:                    | Fotografie des Denkmals. |
| Denkmal / č. ÚZPF:       | Die Übersetzung der Bezeichnung des Denkmals, wie sie vom Slowakischen Denkmalamt (Pamiatkový úrad Slovenskej republiky) verwendet wird. Die Originalbezeichnung ist unter dem Fragezeichen angegeben. Fehlt die Übersetzung, so wird die Originalbezeichnung direkt angezeigt. Weiters ist die Objekt-Identifikationsnummer (Objekt ID) angeführt. Sie ist die offizielle, in der Slowakei eindeutige Nummer č. ÚZPF inklusive der zugehörigen Zählnummer, wie sie in den Daten des Denkmalamtes angegeben wird. Da diese nur innerhalb eines Landkreises gezählt wird, ist dessen Nummer der Denkmalnummer vorangestellt. |
| Standort:                | Wenn in der Liste vorhanden, ist die Adresse angegeben. In Klammern kann sich noch eine zusätzliche Adresse befinden, wenn es beispielsweise ein Eckhaus ist. Bei freistehenden Objekten ohne Adresse (zum Beispiel bei Bildstöcken) ist eine Adresse angegeben, die in der Nähe des Objekts liegt. Durch Aufruf des Links Standort wird die Lage des Denkmals in verschiedenen Kartenprojekten angezeigt. Darunter sind die Katastralgemeinde (KG) und, wenn vorhanden, die Konskriptionsnummer (Konskr. Nr.) angegeben.                                                                                                   |
| Offizielle Beschreibung: | Es ist die Kurzbeschreibung auf Slowakisch, wie sie in den offiziellen Listen angegeben ist, eingetragen. |
| Beschreibung:            | Kurze Angaben zum Denkmal auf Deutsch. |
| Metadaten:               | Zusätzlich werden, wenn in den persönlichen Einstellungen das Helferlein Dauerhaftes Einblenden von Metadaten aktiviert ist, ebensolche angezeigt. |

- Karte mit allen Koordinaten:
- OSM |
- WikiMap